# Murray McCully
Murray Stuart McCully (Whangarei, Northland, 19 de febrer de 1953) és un polític neozelandès i diputat de la Cambra de Representants de Nova Zelanda des de les eleccions de 1987, representant la circumscripció electoral d'East Coast Bays des de les eleccions de 2002. És membre del Partit Nacional i ha format parts dels gabinets de Jim Bolger, Jenny Shipley i John Key.

## Inicis
McCully va néixer el 19 de febrer de 1953 a Whangarei, la capital de la regió de Northland. A Northland aniria a l'Escola Primària d'Arapohue i a l'Escola Secundària de Dargaville. Després realitzaria els seus estudis terciaris a la Universitat d'Auckland i a la Universitat Victòria de Wellington. Es graduà amb un grau en dret i començà a treballar com a advocat.

## Diputat
| Parlament de Nova Zelanda |      |                 |                 |          |
| Anys                      | Leg. | Circumscripció  | Llista          | Partit   |
| 1987-1990                 | 42   | East Coast Bays | East Coast Bays | Nacional |
| 1990-1993                 | 43   | East Coast Bays | East Coast Bays | Nacional |
| 1993-1996                 | 44   | East Coast Bays | East Coast Bays | Nacional |
| 1996-1999                 | 45   | Albany          | 21              | Nacional |
| 1999-2002                 | 46   | Albany          | cap             | Nacional |
| 2002-2005                 | 47   | East Coast Bays | cap             | Nacional |
| 2005-2008                 | 48   | East Coast Bays | 11              | Nacional |
| 2008-2011                 | 49   | East Coast Bays | 11              | Nacional |
| 2011-actualitat           | 50   | East Coast Bays | 11              | Nacional |

McCully fou elegit diputat per East Coast Bays en les eleccions generals de 1987 com a candidat del Partit Nacional, guanyant per sobre de Gary Knapp, diputat per East Coast Bays del Partit del Crèdit Social des d'una elecció parcial de 1980. Continuaria com a diputat per East Coast Bays fins que aquesta circumscripció fou abolida en les eleccions de 1996. En lloc d'aquesta, McCully fou candidat amb èxit per la circumscripció d'Albany. A partir de les eleccions de 2002 la circumscripció d'East Coast Bays fou creada de nou, i des d'aleshores McCully n'és el seu diputat.

### Ministre
Durant el termini del Quart Govern Nacional (entre 1990 i 1999) McCully fou ministre en els gabinets de Jim Bolger (1990-1997) i Jenny Shipley (1997-1999). L'octubre de 1991 fou nomenat Ministre de Duanes i el novembre de 1993 Ministre d'Habitatges. A partir de l'octubre de 1996 cessaria de ser Ministre de Duanes però el novembre de 1996 fou nomenat Ministre de Turisme i Ministre d'Esport. Amb inici el desembre de 1996 seria Ministre de Danys Personals. Cessà de ser Ministre d'Habitatges el gener de 1999 i Ministre de Turisme l'abril de 1999. En ser elegit el Partit Laborista en les eleccions de 1999 McCully cessà la resta de les seves posicions ministerials a partir del desembre de 1999.
Nou anys després el Partit Nacional seria elegit de nou en les eleccions de 2008. El Primer Ministre John Key nomenà a McCully com a Ministre d'Esport, Ministre d'Afers Exteriors i Ministre de la Copa del Món de Rugbi. En acabar la Copa del Món de Rugbi de 2011 l'octubre d'aquell any, el Ministeri de la Copa del Món de Rugbi fou abolit.